# Marija Gimbutasová
Marija Gimbutasová, litevsky Marija Gimbutienė, rodným jménem Marija Birutė Alseikaitė (23. ledna 1921, Vilnius – 2. února 1994, Los Angeles) byla litevsko-americká archeoložka známá svými výzkumy z neolitu a doby bronzové.
Roku 1950 též formulovala tzv. kurganovou hypotézu, tedy hypotézu, že lidé tzv. kurganské kultury v pontské stepi hovořili společným indoevropským prajazykem a byli jádrem indoevropské civilizace. Hypotéza je ve vědeckých kruzích přijímána, naopak odpor v nich vzbudila „bachofenovská“ hypotéza o tom, že v raných předindoevropských komunitách v Evropě vládl matriarchát, kterou Gimbutasová rozvíjela ve svých pozdních pracích (The Goddesses and Gods of Old Europe, The Language of the Goddess, The Civilization of the Goddess). Tato teze nicméně měla velký vliv na feminismus druhé vlny („hnutí bohyně“) a novopohanství. V této fázi své tvorby úzce spolupracovala s jungiánem Josephem Campbellem.